# Ariel Bernardini
Ariel Mario Bernardini (Rosario, Santa Fe, 14 de marzo de 1968) es un ex-baloncestista argentino que jugaba en la posición de escolta. Toda su carrera como profesional la desarrolló en la Argentina, siendo miembro del plantel del Peñarol que se consagró campeón de la Liga Nacional de Básquet en 1994 y del de Boca que lo hizo en 1997. También jugó para la selección de básquetbol de Argentina. 

## Trayectoria
Formado como baloncestista en el club Temperley de su ciudad natal, hizo su debut en la LNB en 1985 jugando para Sport Club Cañadense. En 1987 fue fichado por Provincial, donde se convirtió en una de las figuras del equipo. 
Luego de pasar por San Andrés y Gimnasia y Esgrima de Comodoro Rivadavia, llegó en 1992 a Peñarol. En su primera temporada tuvo un bajo rendimiento, pero en la siguiente mejoró considerablemente registrando marcas de 21.9 puntos, 2.7 rebotes, 1.9 robos y 1.2 asistencias por partido. Por una lesión, Bernardini se quedó afuera de los playoffs (los cuales culminarían con la obtención del campeonato por parte de su equipo). 
En su tercera temporada con Peñarol, aún afectado por sus lesiones, jugó solo 7 partidos.
La temporada 1995-96 de la LNB la disputó con la camiseta de Regatas San Nicolás, volviendo a mostrar un gran nivel en su juego. Ello le permitió unirse a Boca, equipo con el que se consagraría nuevamente campeón en la LNB. Pese al éxito, el club no le renovó el contrato, por lo que Bernardini retornó a Regatas San Nicolás. 
Su último año en la máxima categoría del baloncesto argentino transcurrió en Mar del Plata, defendiendo nuevamente los colores de Peñarol. 
Luego de esa experiencia, Bernardini jugó sus últimos años en categorías menores como el TNA, la Liga B y los torneos de la Asociación Rosarina de Basquetboll. Tras retirarse se dedicó a enseñarle los fundamentos y entrenar a los jugadores más jóvenes de Temperley.

## Selección nacional
Bernardini participó del Campeonato Sudamericano de Baloncesto de Cadetes de 1985 de Piura y del Campeonato Sudamericano de Baloncesto Juvenil de 1986 de Rosario.
Asimismo fue convocado para actuar con la selección absoluta en los Sudamericanos de 1991 de Valencia y de 1995 de Montevideo, y en el torneo de baloncesto de los Juegos Panamericanos de 1991.

## Vida privada
Ariel Bernardini es hijo de Mario Bernardini -un jugador de baloncesto que representó en varias ocasiones a la selección de Santa Fe en el Campeonato Argentino de Básquet- y padre de Matías Bernardini -también jugador profesional de baloncesto.
En 1997 sufrió un accidente en San Nicolás de los Arroyos mientras conducía su automóvil, por lo que posteriormente estuvo varios meses inactivo mientras se recuperaba de las lesiones sufridas en el episodio.